# Parigi-Camembert 1935
La Parigi-Camembert 1935, seconda edizione della corsa, si svolse il 23 giugno 1935. Fu vinta dal francese Marcel Bat.

## Ordine d'arrivo (Top 10)
| Pos. | Corridore       | Squadra | Tempo |
| ---- | --------------- | ------- | ----- |
| 1    | Marcel Bat      | Essor   |       |
| 2    | Marcel Briens   | -       |       |
| 3    | Ernest Neuhard  | -       |       |
| 4    | Aldo Buffolo    | -       |       |
| 5    | Boute           | -       |       |
| 6    | Louveau         | -       |       |
| 7    | Waechter        | -       |       |
| 8    | Thiege          | -       |       |
| 9    | G. Saint-Martin | -       |       |
| 10   | Turcq           | -       |       |